# Schloßstraße (Schwerin)

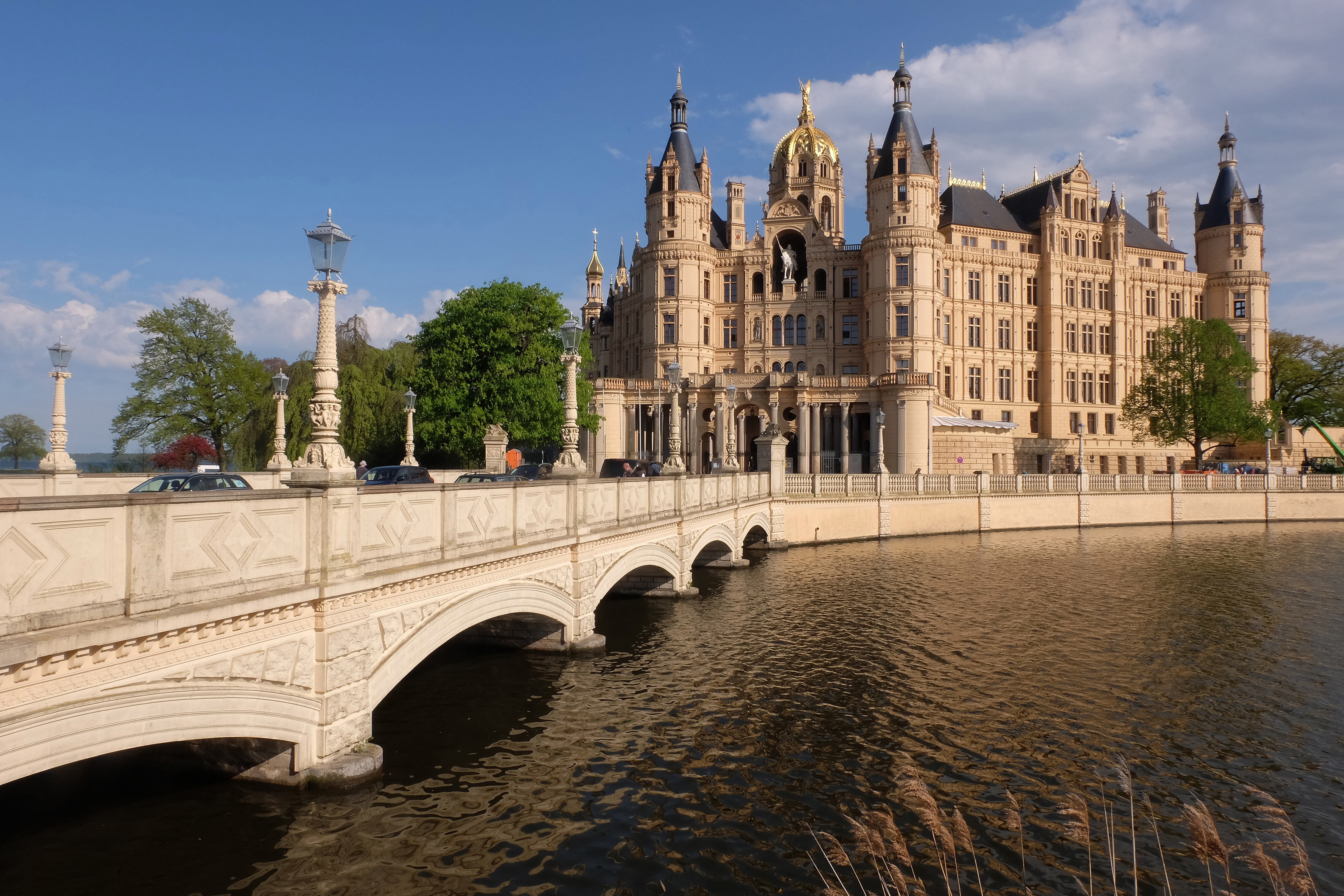
Schloss mit Brücke zur Schlossinsel

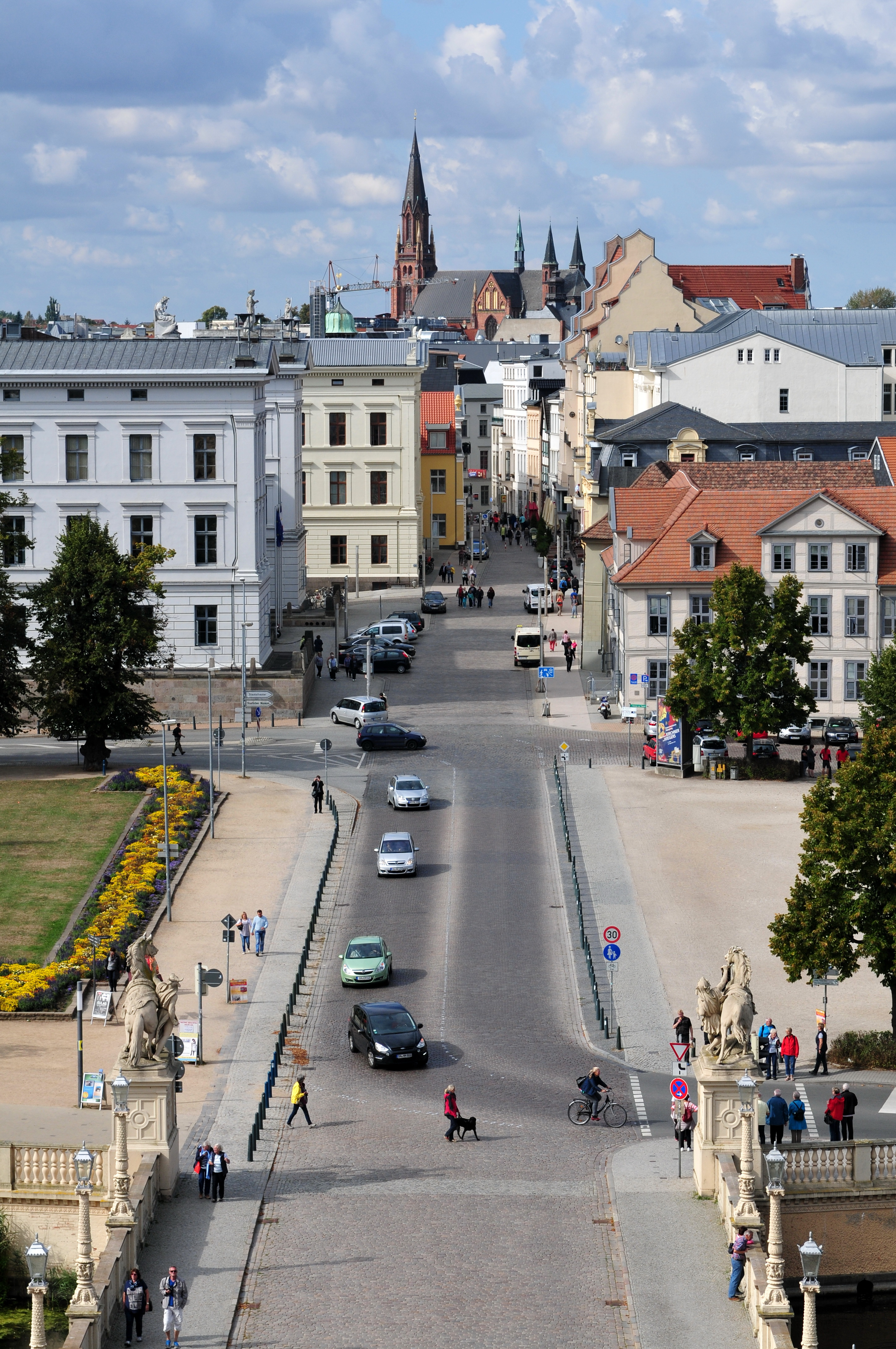
Blick vom Schloss, links Staatskanzlei

Die Schloßstraße ist eine bedeutsame repräsentative Einkaufsstraße in Schwerin.
Sie führt in Südost-Nordwest- und dann Westrichtung vom Schloss / Lennéstraße / Werderstraße bis zum Marienplatz / Goethestraße.

## Nebenstraßen
Die Neben- und Anschlussstraßen wurden benannt als Lennéstraße nach dem Gartenarchitekten Peter Joseph Lenné (1789–1866), Graf-Schack-Allee nach dem Dichter, Kunst- und Literaturhistoriker Adolf Friedrich von Schack (1815–1894), Alter Garten nach dem Garten und Platz aus dem Mittelalter, Ritterstraße nach dem mittelalterlichen Ritterhof Ravensburg, Puschkinstraße nach dem russischen Dichter Alexander Sergejewitsch Puschkin (1799–1837), Schusterstraße nach dem Beruf, Buschstraße nach dem Hofbaumeister, Architekt und Bildhauer Johann Joachim Busch (1720–1802), Mecklenburgstraße nach dem Land, Marienplatz nach der Herzogin Marie zu Mecklenburg (1803–1862) und Goethestraße nach dem Dichter Johann Wolfgang von Goethe (1749–1832).

## Geschichte

### Name
Aus der früheren Burgstraße, die zur Burganlage von 1160 führte, wurde nach dem Ausbau des Schweriner Schlosses im 19. Jahrhundert die Schloßstraße.

### Entwicklung

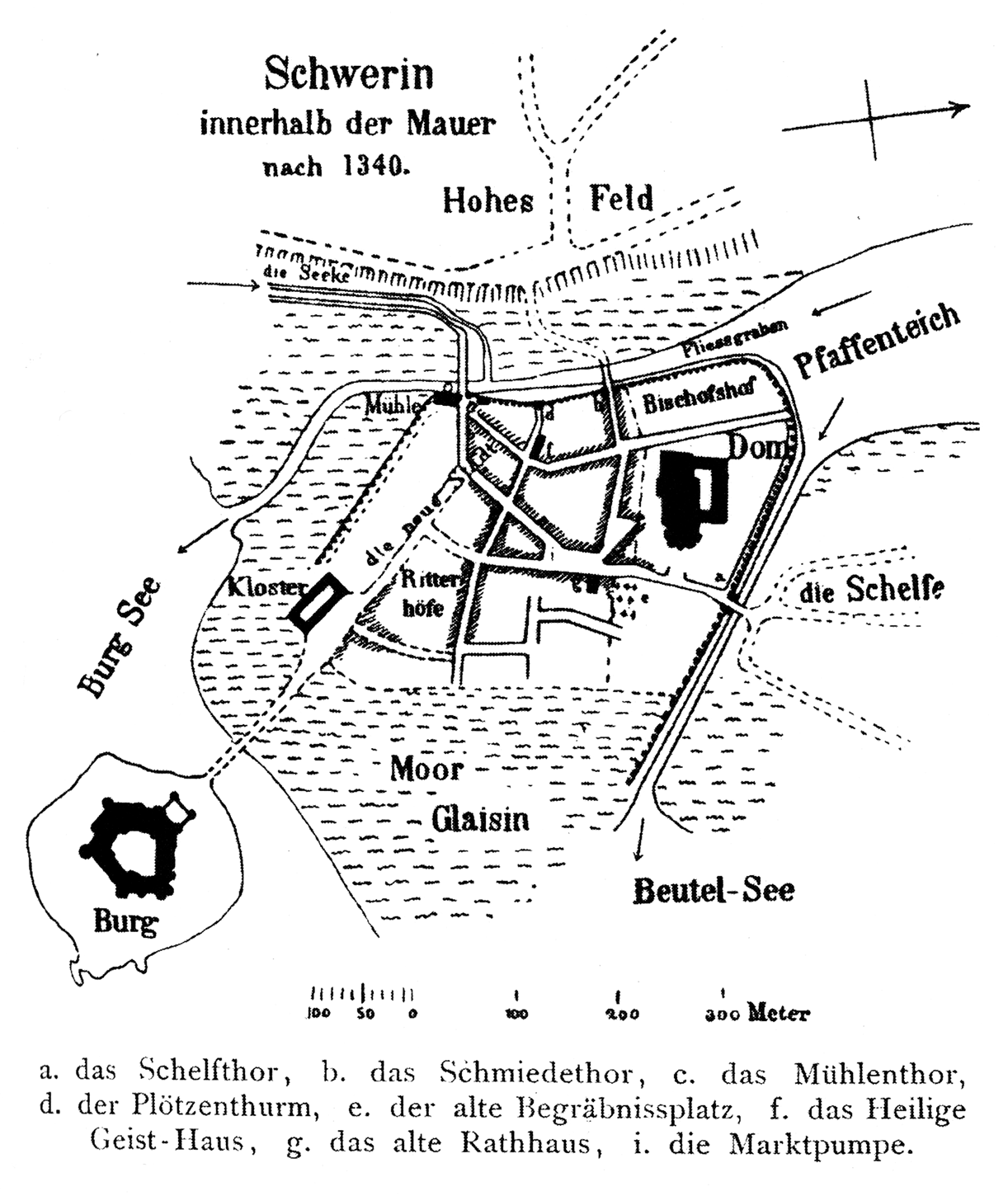
Schwerin nach 1340

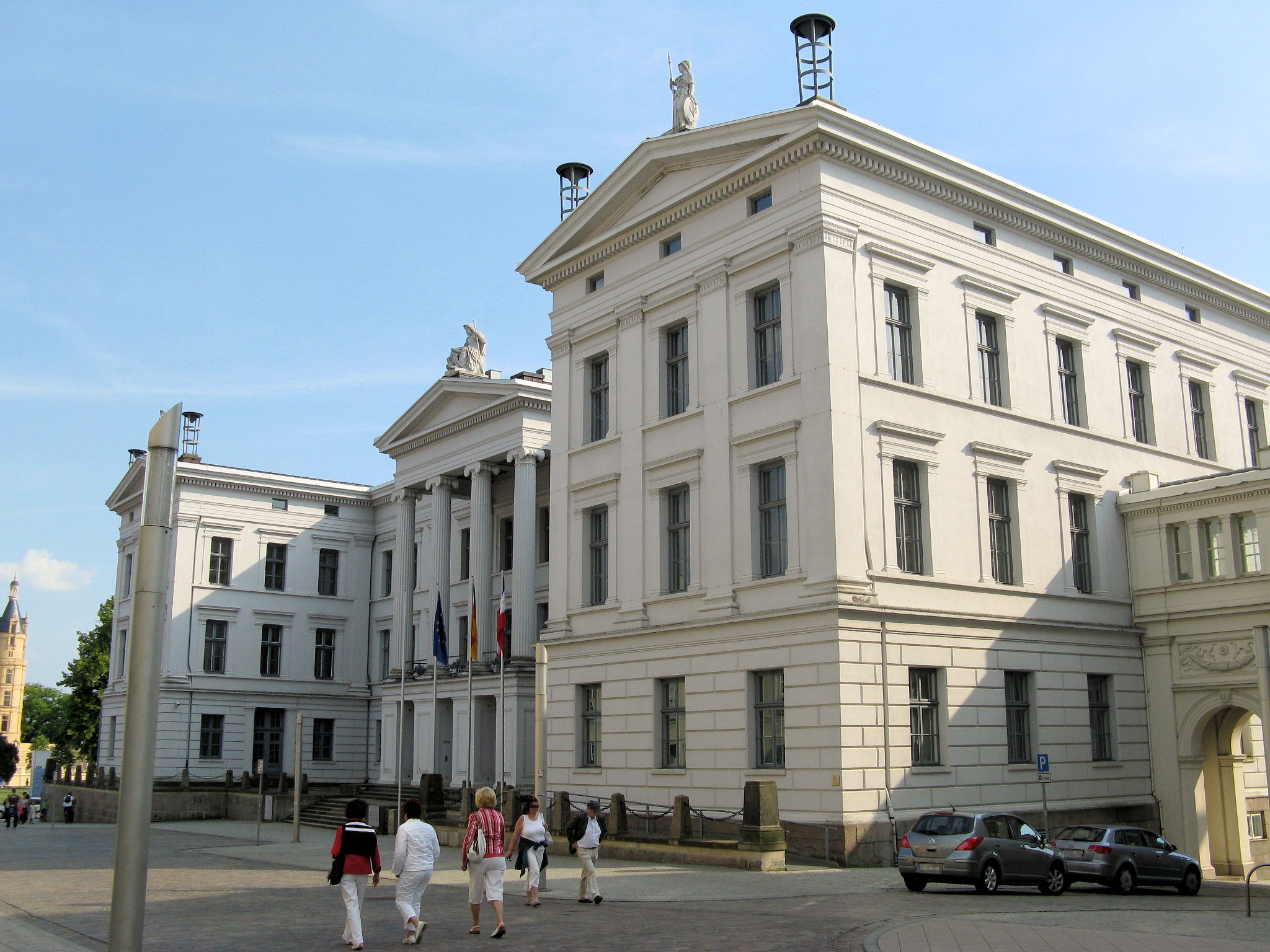
Nr. 2/4: Staatskanzlei

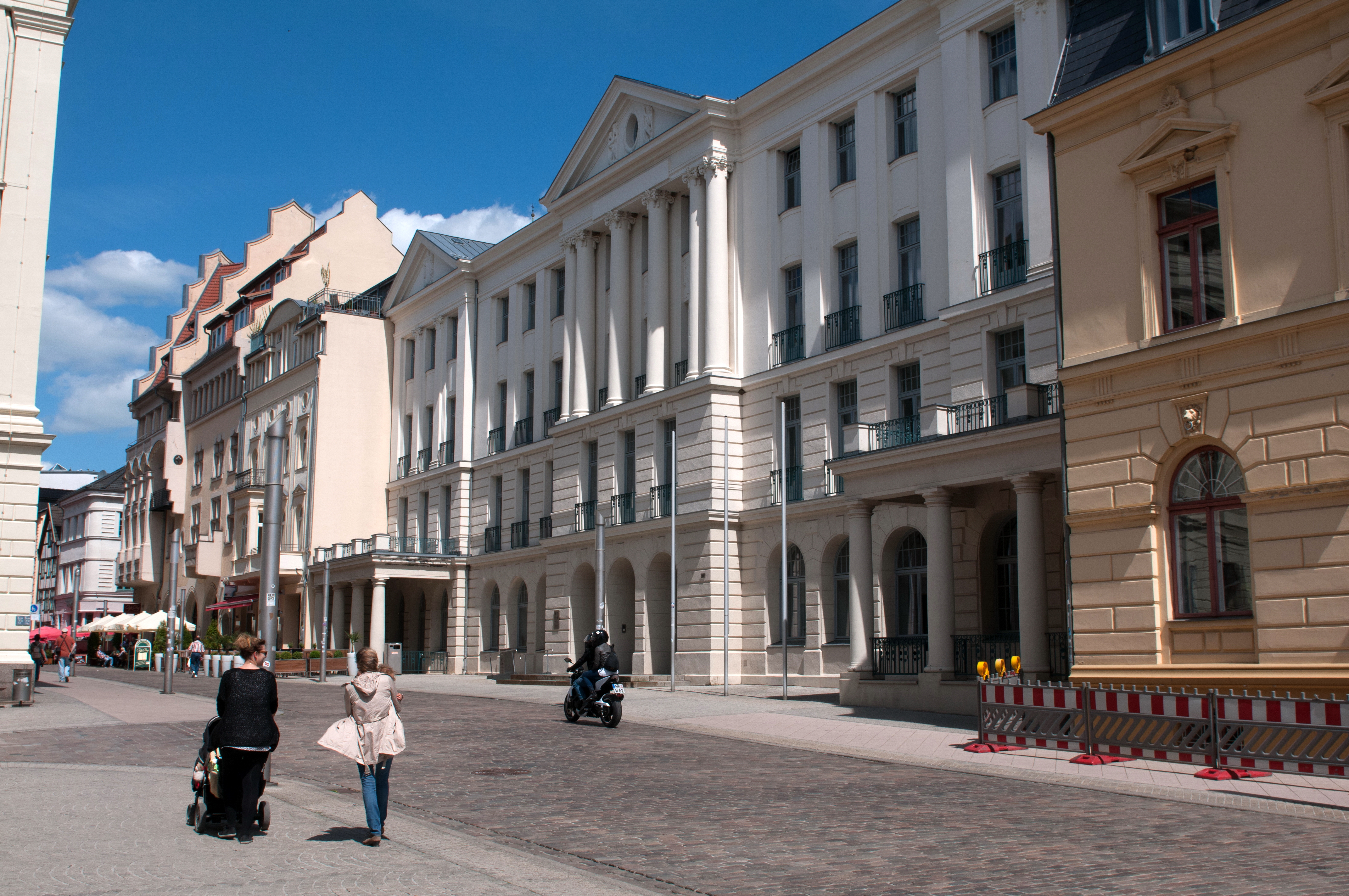
Nr. 5–19, zentral: Finanzministerium

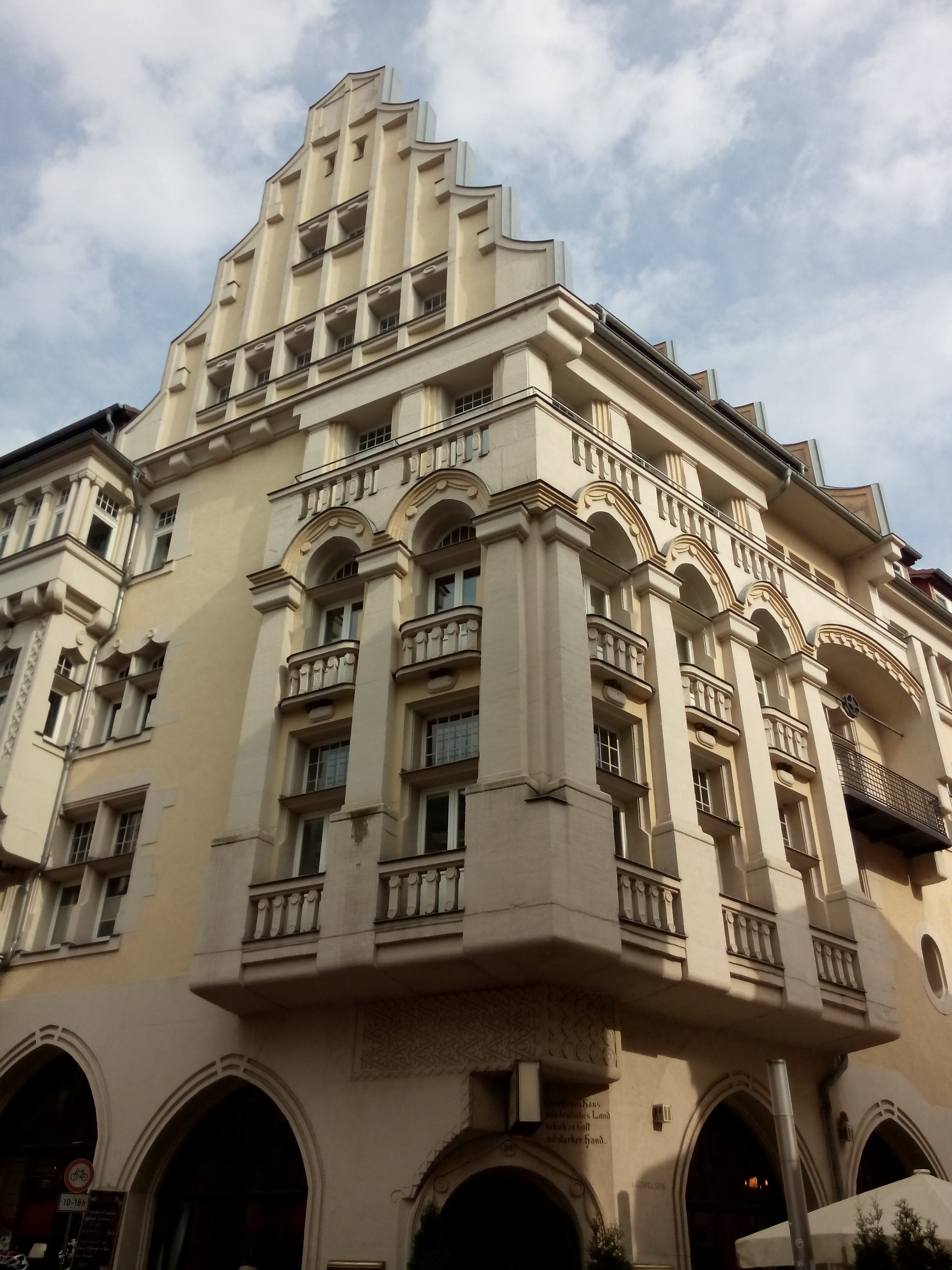
Nr. 17 mit Café Prag

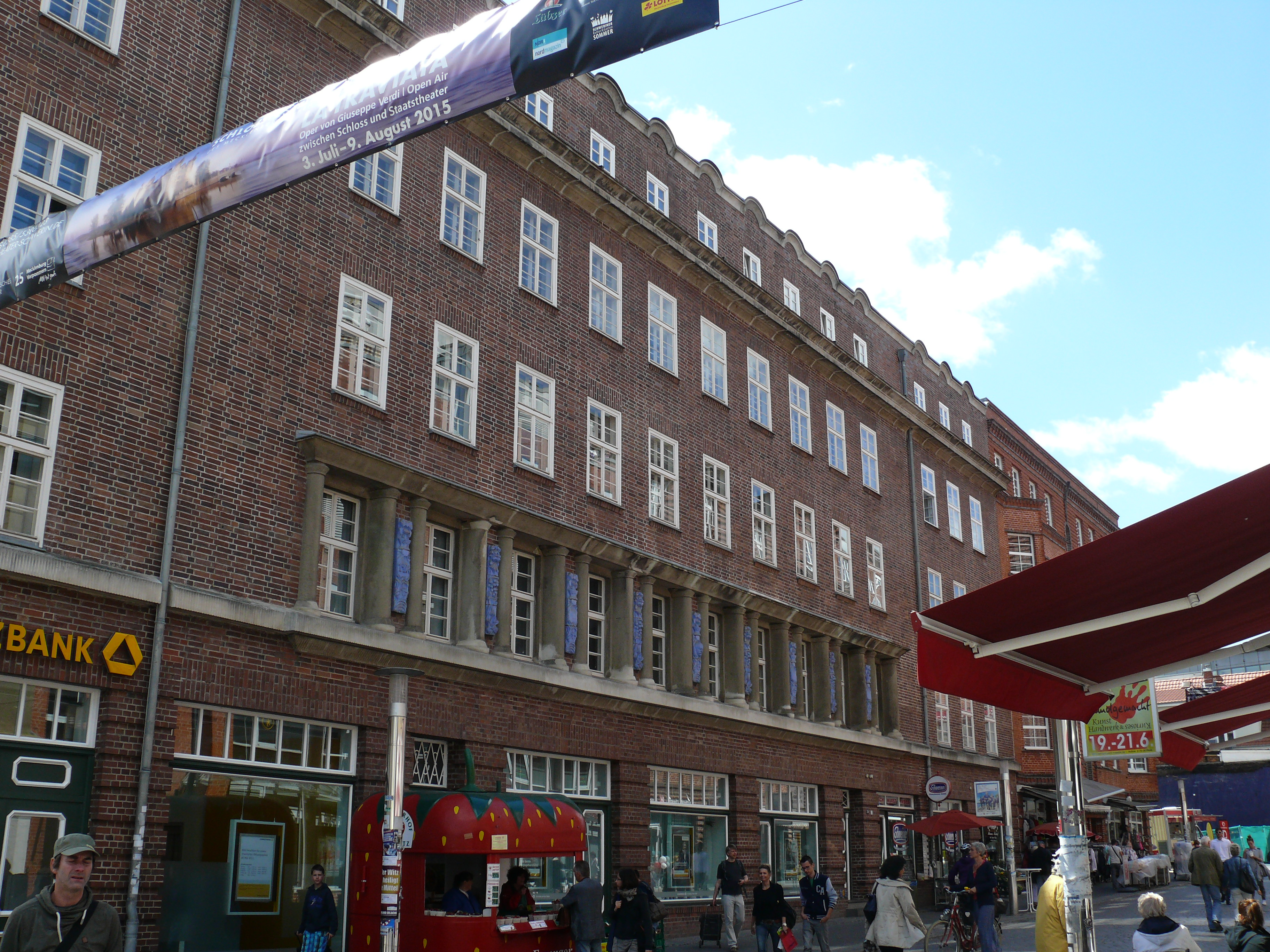
Nr. 32/34

Es wird angenommen, dass seit dem 10. Jahrhundert durch das damals sumpfige Gebiet ein Damm und eine Brücke die Slawenburg Zuarin mit dem Ort verband. Nach der Stadtgründung Schwerins von 1160 entstand eine neue Burg und ein kleines Netz von mittelalterlichen Gassen, die in etwa dem heutigen Straßenverläufen folgten. Bis 1340 wurde östlich der Mecklenburgstraße die Stadtmauer gebaut. Westlich der Mauer war der Fließgraben der von der Gräfenmühle neben der Straße Hinterm Klosterhof (heute Klosterstraße) zum Burgsee floss.
Im 18. Jahrhundert entstand das Alte Palais. Die Propsteikirche St. Anna wurde bis 1799 gebaut. Von 1850 bis 1868 beherbergte eines der Schweriner Friedrich-Franz-Häuser, die bis 1890 in der Schloßstraße standen, die Offizierspeiseanstalt.
Das sogenannte Kollegiengebäude I, die heutige Staatskanzlei, entstand bis 1835 und das Kollegiengebäude II (heute Ministerium) bis 1892. Zugleich wurden eine Reihe Gebäude als Hotels (Nr. 9/11 und 12) und Wohn- und Geschäftshäuser in Richtung Mecklenburgstraße gebaut.
Als sich am Ende des 19. Jahrhunderts die heutige Mecklenburgstraße bis zur Schloßstraße entwickelte, gewann auch die Straße zum Schloss zunehmende Bedeutung als Einkaufsstraße und Fußgängerzone. Gebäude aus den 1920er Jahren verdrängten ältere kleinere Häuser und schlossen das Straßenbild bis zum Marienplatz.
Im Rahmen der Städtebauförderung wurde das Gebiet der Altstadt von Schwerin Sanierungsgebiet und ab Mitte der 1990er Jahre erfolgte die Sanierung der Straße.
Verkehrlich wird die die Straße am Marienplatz von den Straßenbahnlinien 1, 2 und 4 sowie den Buslinien 5, 7, 10, 12, 14 und 19 der Nahverkehr Schwerin GmbH erschlossen und an der Werderstraße/Schloss mit der Linie 10.

## Gebäude, Anlagen (Auswahl)
An der Straße stehen zumeist drei- bis viergeschossige Gebäude. Die mit (D) gekennzeichneten Häuser stehen unter Denkmalschutz.
- Alter Garten, 200 mal 100 Meter groß, Übergang zwischen Altstadt und Burg, der im 16. Jahrhundert teilweise als (Lust-)Garten angelegt und danach teilweise bebaut wurde, 1834 umgestaltet und vergrößert
- Nr. 1: 2-gesch. Verwaltungsgebäude des Landtages (D) mit Zwerchgiebel; ehem. Altes Palais als Fachwerkgebäude von 1799 bis 1819 für Erbprinz Friedrich Ludwig und seine Frau Helena Pawlowna; erweitert durch Johann Georg Barca, 1837 umgebaut durch Georg Adolf Demmler
- Nr. 2/4: 3- und 4-gesch. klassizistisches, dreiflügliges Kollegiengebäude I von 1825 bis 1834 (D) mit Mezzaningeschoss und terrassiertem Ehrenhof nach Plänen von Carl Heinrich Wünsch und von Georg Adolf Demmler auf dem Gelände des 1554 zerstörten Franziskanerkloster Schwerin, nach Brand von 1865 wiedererrichtet, heute Staatskanzlei
- Nr. 3: 2-gesch. Gebäude Schloßstraße 3 (D), ehem. Wohnhaus, heute Landtagsverwaltung
- Nr. 5: 2-gesch. historisierendes Gebäude Schloßstraße 5 des Finanzministeriums (D) mit markantem 4-gesch. Mittelrisalit; ehem. Großherzogliche Hausverwaltung und Hofmarschallamt von 1884 nach Plänen von Rudolf Zöllner
- Nr. 6/8: 3- und 4-gesch. Kollegiengebäude II von 1890/92 (D) nach Plänen von Georg Daniel mit Mezzanin; Vorbild war das Kollegiengebäude I; heute Ministerium
- Nr. 9/11: 4-gesch. klassizistisches Verwaltungsgebäude (D) als Finanzministerium, ehem. Hotel Nordischer Hof von 1911 nach Plänen von Georg Roensch, Berlin; 1920 im Eigentum des Landes als Regierungsgebäude III, Juni 1945 Sitz der sowjetischen Militäradministration und 1952 der Rat des Bezirks Schwerin[3]
- Nr. 10: 3-gesch. Rokokohaus Schloßstraße 10 von 1765 (D) vermutlich nach Plänen von Hofbaumeister Johann Joachim Busch, um 1975/77 Wiederaufbau bei Erhalt der Fassade, Sitz der Polizeistation-Mitte
- Nr. 12: 4-gesch. klassizistisches Schloßstraße 12 als Wohn- und Geschäftshaus von 1843 (D), ehem. Hotel du Nord nach Plänen von Georg Adolph Demmler; nach 1946 war hier zeitweise der Sitz des Landesverbandes der CDU
- Nr. 15: 4-gesch. Wohn- und Geschäftshaus (D) mit Restaurant
- Nr. 17 / Puschkinstraße 64: 4-gesch. historisierendes Wohn- und Geschäftshaus von 1909 (D) mit dem prägenden Giebel zur Puschkinstraße, dem 2-gesch. Eckerker und dem bekannten Restaurant Café Prag, das die Familie Kreft betrieb, die seit 1801 Hofkonditoren waren.
- Puschkinstraße Nr. 81: 3-gesch. Wohn- und Geschäftshaus (D), Eckhaus mit Restaurant
- Nr. 19: 3-gesch. Giebelhaus mit Fachwerkfassade
- Nr. 21: 3-gesch. Wohn- und Geschäftshaus
- Nr. 22: Klassizistische Propsteikirche St. Anna (Zur Heiligen Mutter Anna) (D), katholische Kirche von 1795
- Nr. 24: 2-gesch. Wohn- und Geschäftshaus (D) mit Flügelanbau und 3-gesch. Zwerchgiebel
- Nr. 25: 5-gesch. Wohn- und Geschäftshaus
- Nr. 26: 2-gesch. Geschäftshaus (D) mit Flügelanbau Klosterstraße als ehem. Speicher und Fachwerk
- Nr. 27: 4-gesch. Wohn- und Geschäftshaus mit Atelier (Keller: D)
- Nr. 30, Ecke Mecklenburgstraße 43: Gebäude Schloßstraße 30: 3. und 4-gesch. Wohn- und Geschäftshaus (D) mit Petermännchen-Apotheke; früher stand hier die Binnenmühle Schwerin (auch Gräfenmühle)
- Nr. 31: 4-gesch. modernes Wohn- und Geschäftshaus von nach 2000
- Nr. 32/34 und Mecklenburgstraße 41/43: 5-gesch. Geschäftshaus Schloßstraße 32/34 von 1928 (D) mit Hofgebäude und mit Backsteinfassade mit expressionistischen Einflüssen nach Plänen von Paul Nehls; keramische Figuren von Maximilian Preibisch; heute Sitz einer Bank[4]
- Nr. 36: 5-gesch. verklinkertes Wohn- und Geschäftshaus der 1920er Jahre (D)
- Nr. 37a-39: 5-gesch. verklinkerte  Wohn- und Geschäftshaus Schloßstraße 39 (D); heute Sitz der Sparkasse Mecklenburg-Schwerin, Nr. 39 von 1931 nach Plänen von Paul Nehls

### Denkmale, Gedenken
- Siegessäule mit bekrönender Figur Megalopolis als Kriegerdenkmal 1864, 1866, 1870/71 vor dem Schloss
- Obotriten, die ihre Pferde bändigen bzw. rüsten, am Portal der Schlossbrücke

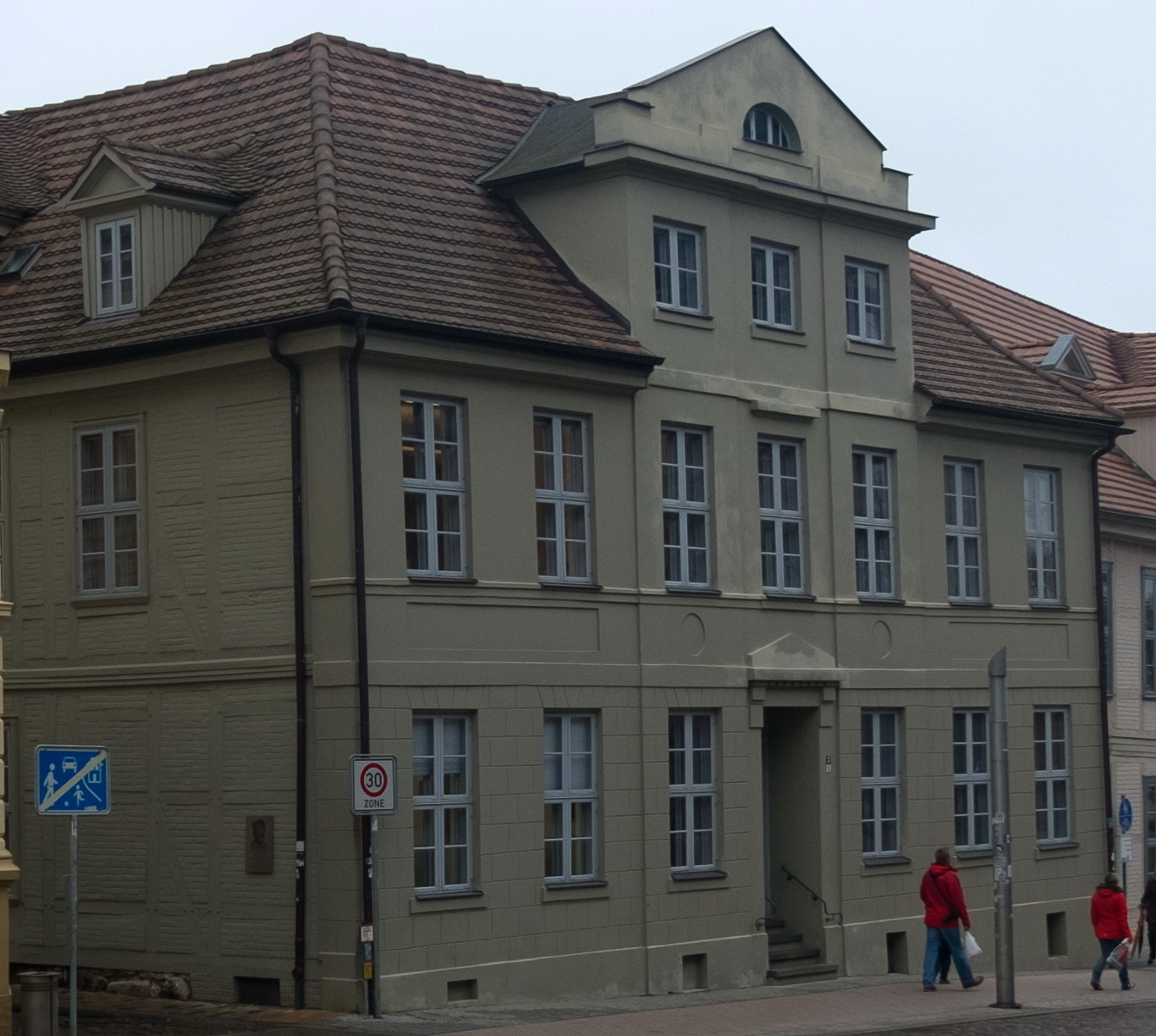
Nr. 3
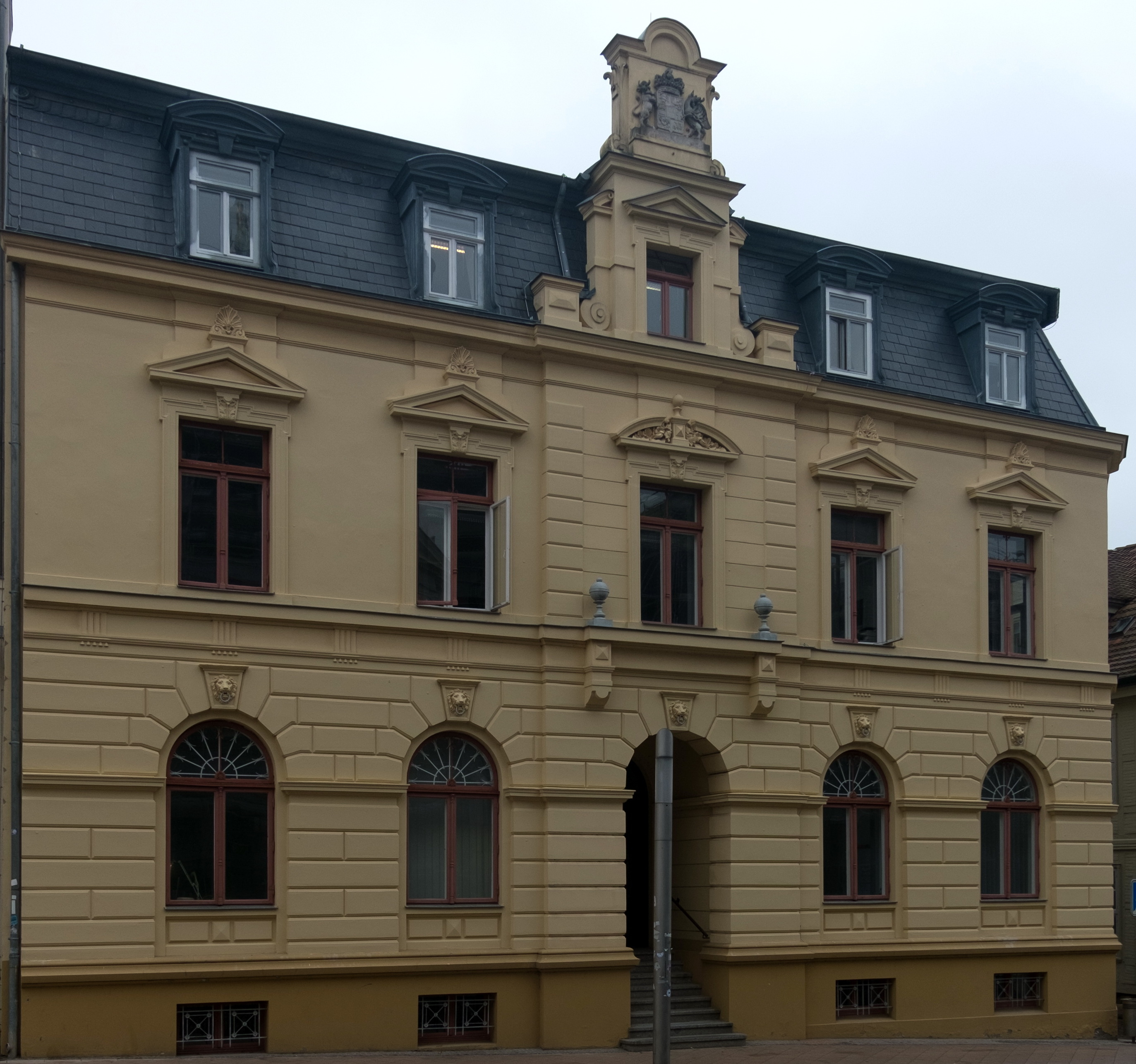
Nr. 5
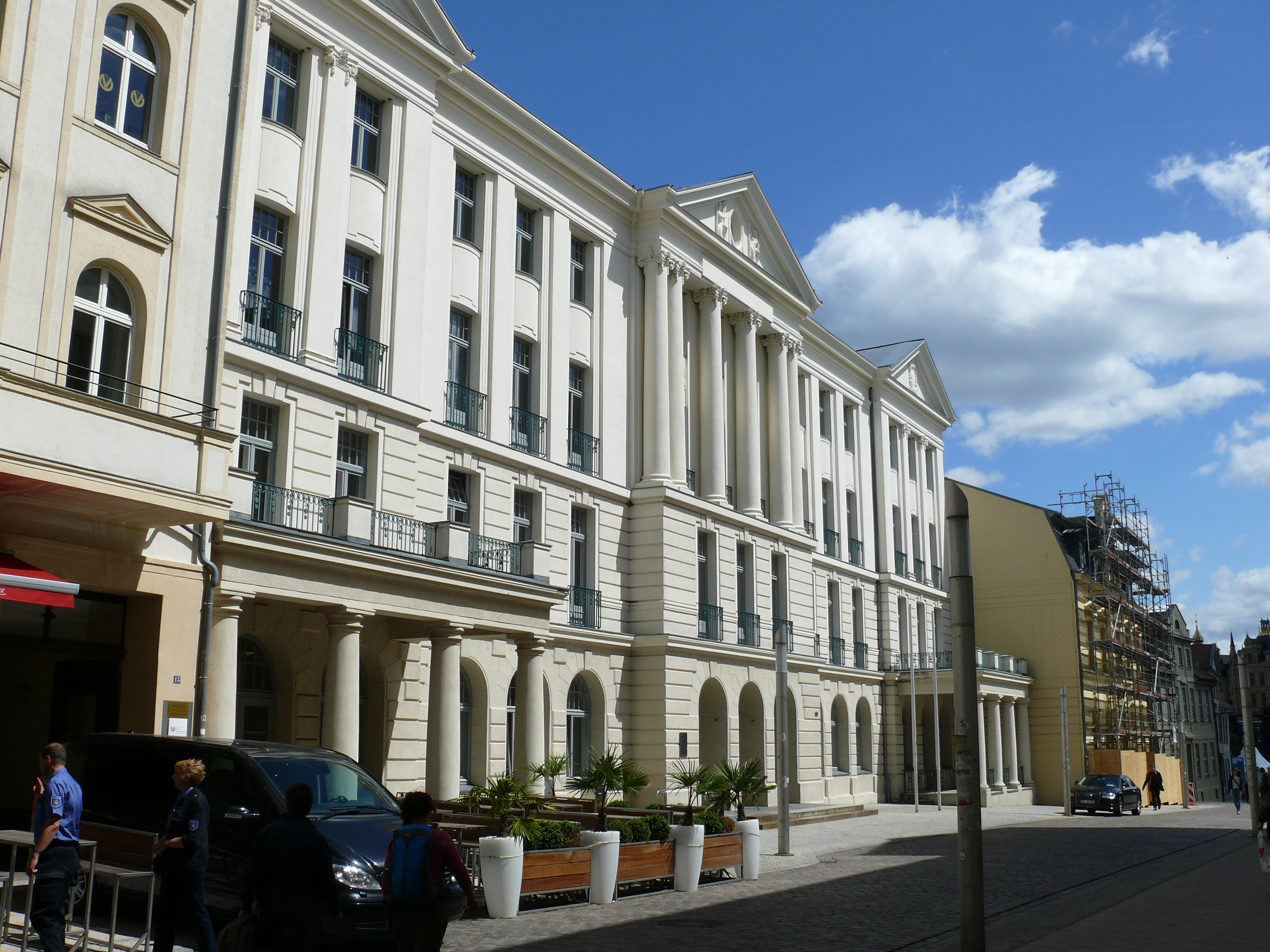
Nr. 9
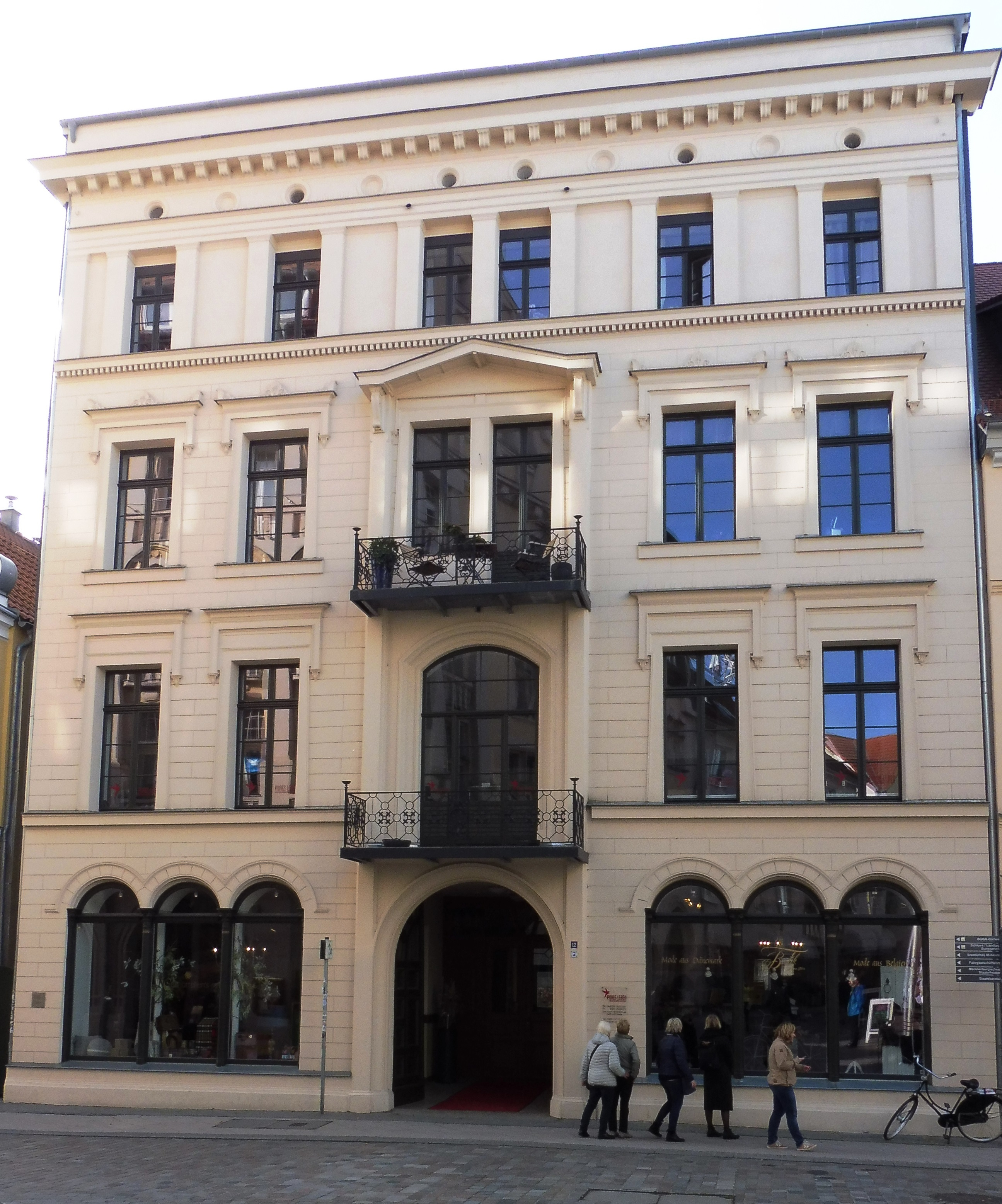
Nr. 12
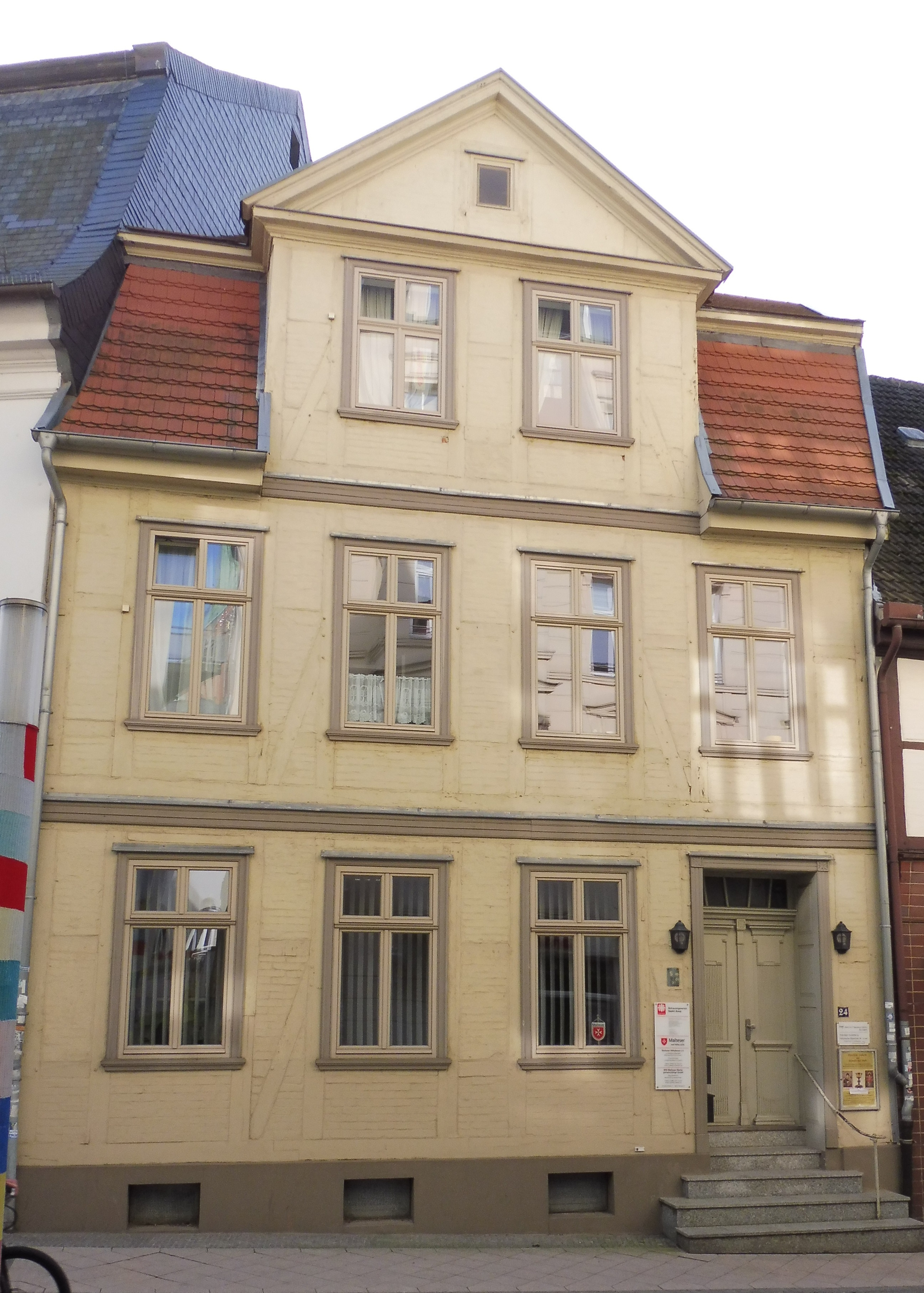
Nr. 24
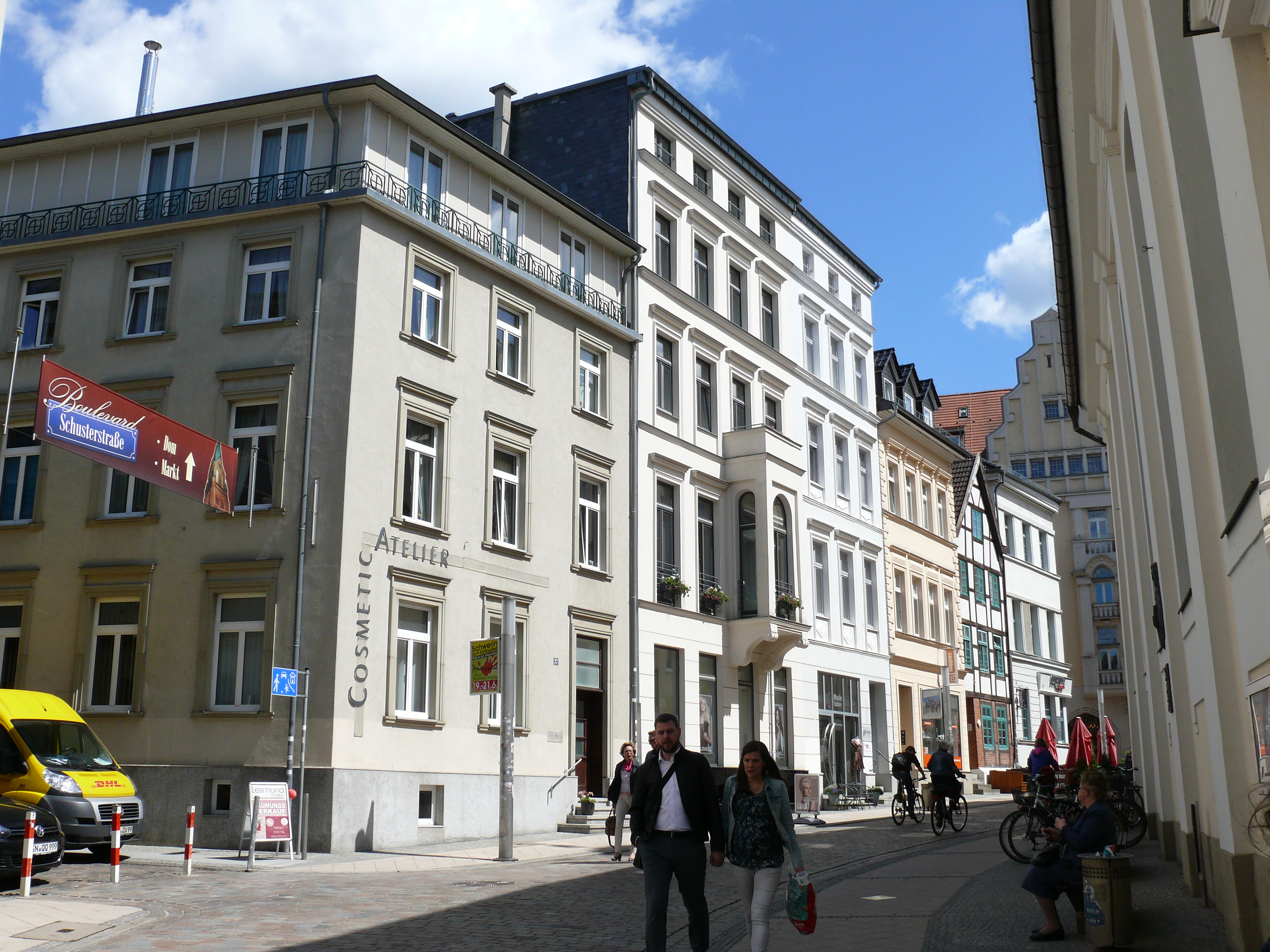
Nr. 21–27
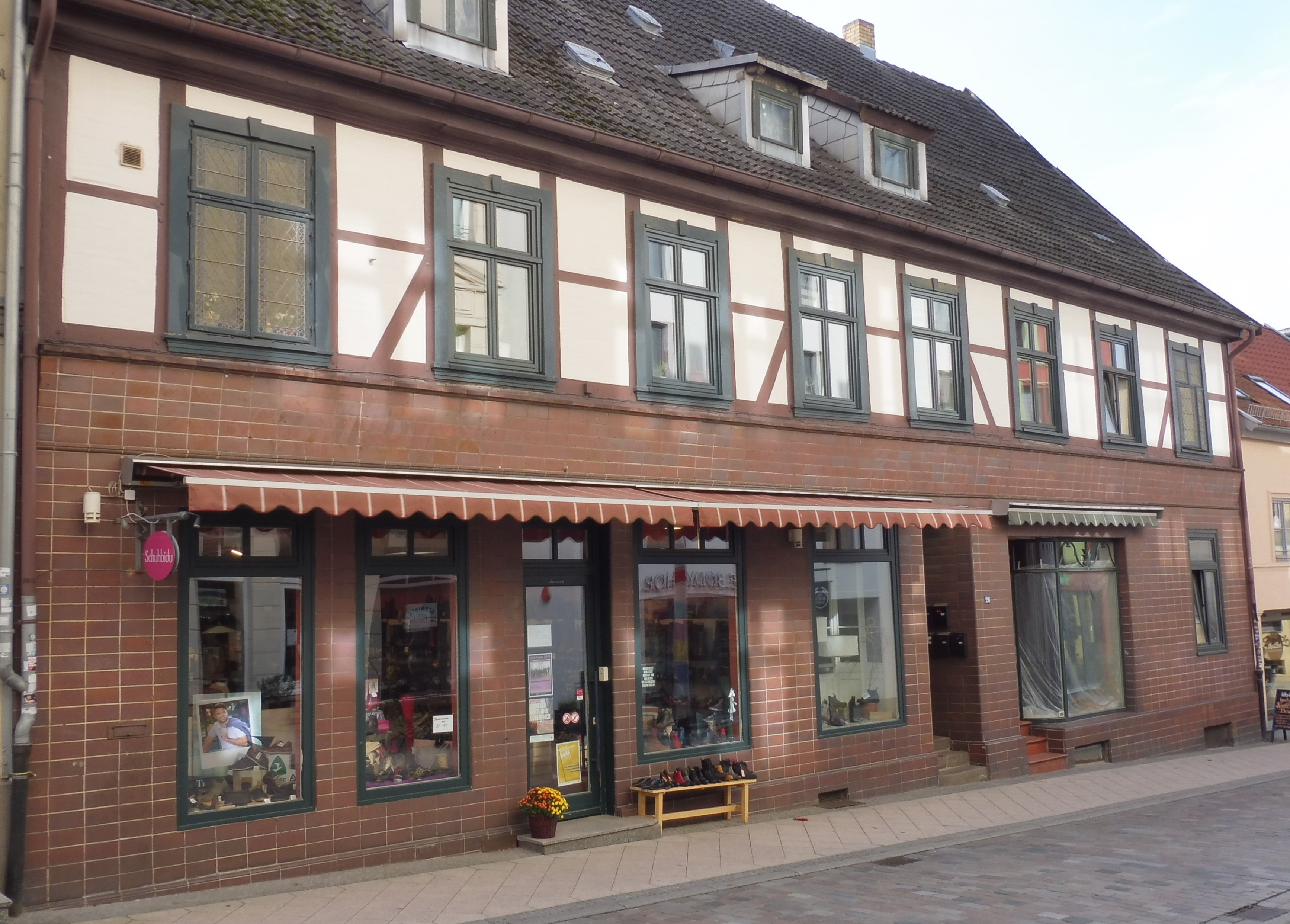
Nr. 26
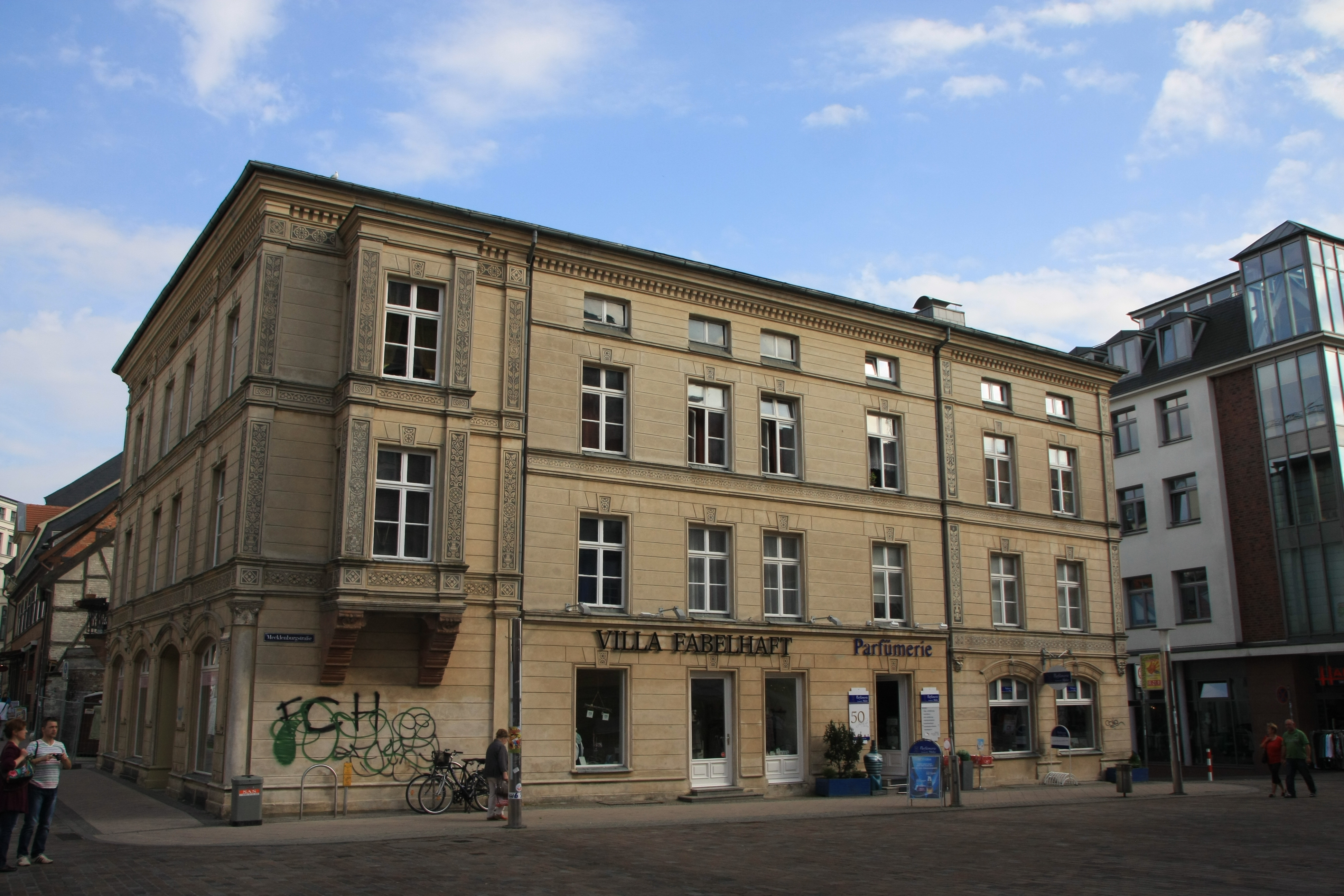
Nr. 30
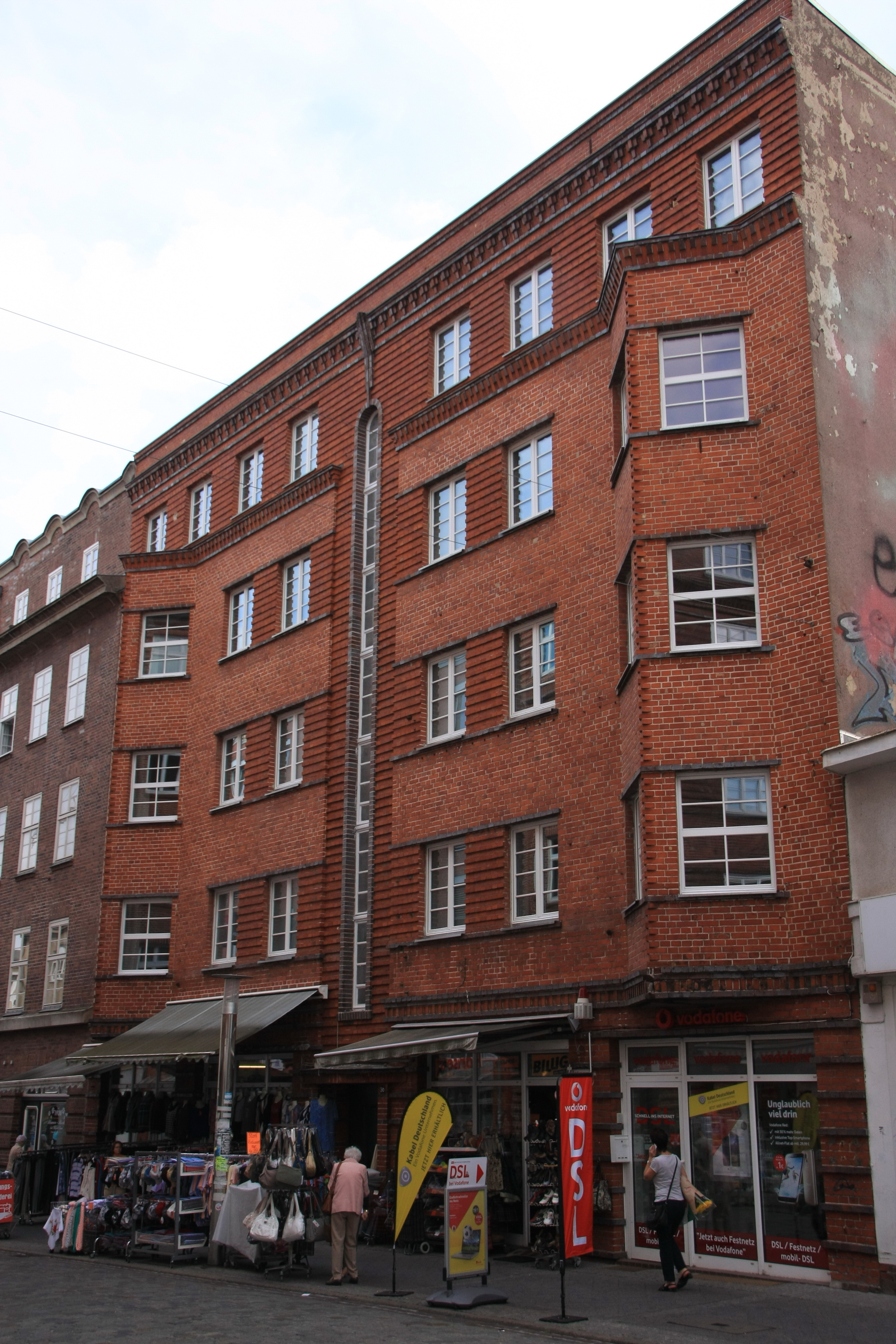
Nr. 36
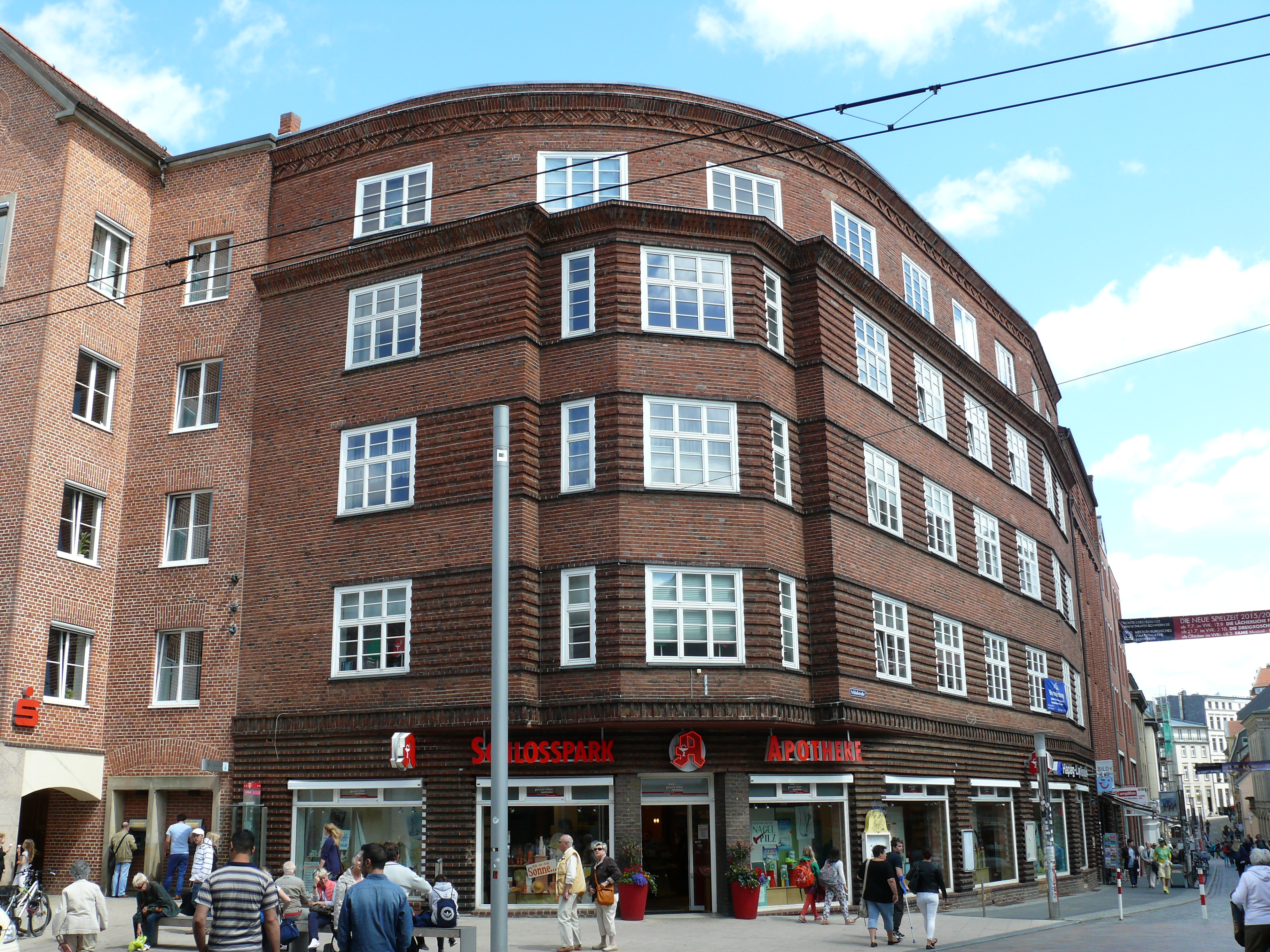
Nr. 39